# Eduardo Gutiérrez
Pour les articles homonymes, voir Gutiérrez.
Eduardo Guttiérez Valdivia (né le 17 janvier 1925 en Bolivie - mort à une date inconnue) était un footballeur international bolivien, dont le poste était gardien de but.
Son frère, Benigno Gutiérrez, était également un joueur de football.

## Biographie

### Club
En club, Eduardo a évolué durant sa carrière dans l'équipe bolivienne du CD Ingavi de 1947 et 1953.

### International
Étant l'un des cadres de l'équipe de Bolivie, il a participé à de nombreuses compétitions en sélection, comme les Copa América 1947, 1949 et 1953.
Mais il est surtout connu pour avoir été sélectionné par l'entraîneur italien Mario Pretto pour disputer la coupe du monde 1950 au Brésil, où son équipe ne passe pas le 1er tour, éliminée par le futur champion du monde, l'Uruguay.